# Роланд Хюттенраух
Роланд Йоханнес Хюттенраух (нем. Roland Johannes Hüttenrauch, 26 января 1928 г. − 12 января 2006 г.) с апреля 1967 года директор, а в 1972–1994 годах – председатель правления Штифтунг Варентест в Берлине.

## Биография
Получив в 1946 году аттестат зрелости, Роланд Хюттенраух учился в Лейпцигском университете, а затем в Берлинском техническом университете, который окончил в 1955 году с дипломом по специальности физика. Там же в 1961 году ему была присуждена ученая степень кандидата технических наук (нем. Doktor-Ingenieur). После этого преподавал в учебных заведениях инженерного образования, а также работал внештатным сотрудником в Объединении организаций потребителей (нем. Arbeitsgemeinschaft der Verbraucherverbände).
В 1964 году, вскоре после учреждения Штифтунг Варентест, Роланд Хюттенраух был назначен на должность руководителя технического отдела. Он внес существенный вклад в становление Штифтунг Варентест, превратив его в успешный потребительский институт, пользующийся безупречной репутацией не только в Германии, но и за рубежом. В 1967 году он стал директором, а в 1972 году – председателем правления. На этих должностях он разрабатывал методику сравнительного испытания товаров. В 1994 году после ухода Роланда Хюттенрауха на пенсию его преемником стал Вернер Бринкманн. Хюттенраух, оставшись членом административно-управленческого совета, продолжал работать на Штифтунг Варентест до 1999 года. В Германии Хюттенраух считается основателем сравнительного испытания товаров.
В 1988 году он был награждён орденом «За заслуги перед Федеративной Республикой Германия» 1-й степени.

## Избранные публикации [на немецком языке]
- Handbuch Qualitätsmanagement - Kapitel 35 - Gebrauchstauglichkeit und Gebrauchswert, Hanser Fachbuchverlag (1999) 4. Auflage
- Zur Methodik des vergleichenden Warentests, in: Vergleichender Warentest: Testpraxis, Testwerbung, Rechtsprechung, Verlag Moderne Industrie, Landsberg/Lech (1986), Seiten 13 bis 21
- Einige Einflüsse der Rechtsprechung auf die Arbeitsmethodik der Stiftung Warentest, in: Vergleichender Warentest: Testpraxis, Testwerbung, Rechtsprechung, Verlag Moderne Industrie, Landsberg/Lech (1986), Seiten 25 bis 34
- Markttransparenz durch Hotelklassifikation: Dokumentation eines Expertengesprächs am 10. April 1986 in Berlin, Stiftung Warentest, Berlin (1986)
- Mit Hans-Dieter Lösenbeck und Peter Loose: Umweltschonend heizen - Dokumentation eines Colloquiums am 7. November 1985 in Berlin, Stiftung Warentest, Berlin (1986)
- Umweltschutz und Konsumverhalten unter besonderer Berücksichtigung des vergleichenden Warentests - Dokumentation eines Colloquiums am 11. Januar 1985 anlässlich des 20-jährigen Bestehens der Stiftung Warentest, Stiftung Warentest, Berlin (1985)
- Der vergleichende Warentest - Wegweiser für Anbieter und Verbraucher, Referat einer Fachveranstaltung von Bild in Zusammenarbeit mit Marketing Anzeigen am 23. April 1985, Axel Springer Verlag, Stuttgart (1985)
- Mit Ulrich Becker, Klaus Düts, Peter Hintze und Hans-Dieter Lösenbeck: Maßnahmen zur Senkung des Kraftstoffverbrauchs von Personenwagen - Dokumentation eines Colloquiums am 5. Mai 1983 in Berlin, Stiftung Warentest, Berlin (1983)
- Die gleichzeitige Kopplung zweier Elektronenstrahlen entgegengesetzter Richtung mit verschiedenen Teilwellen einer Blattwendel-Verzögerungsleitung, Dissertation, Technische Universität Berlin (1961)

## Публикация [на английском языке]
- The methodology of comparative product testing, Journal of Consumer Policy, Springer Netherlands, 1, 2 (März 1977), Seiten 143 bis 150